# بازفت
بازفت مرکز بخش بازفت در شهرستان کوهرنگ از توابع استان چهارمحال و بختیاری است. این شهر در محیطی سرسبز و پُر از درختانِ بلوطِ زاگرس جای دارد. طبیعت بازفت به دلیلِ دسترسیِ دشوار در سالهای گذشته، دست‌نخورده و بِکر باقی مانده است.

شهر بازفت در زاگرس مرکزی واقع شده است که از شمال به دهستان پشتکوه موگویی، از مشرق به دهستان شوراب تنگزی، از مغرب به شهرستان مسجد سلیمان و از جنوب به دهستان میانکوه محدود است.

## مناطق گردشگری

### آبشار نیم ساعته بازفت
این آبشار بعد از خانه در روستای شیخ عالی و قبل از روستای گراب در مسیر جاده شهرکرد_مسجدسلیمان قرار دارد و برای رسیدن به آن از جاده اصلی تا آبشار حدود ۱۵ دقیقه باید پیاده‌روی کرد. آبشار به صورت چشمه‌ای جوشان از میان شکافی غارمانند به بیرون می‌ریزد. آبشار پس از لغزش بر روی دیوار صخره‌ای، تشکیل رودی کوچک را می‌دهد که نهایتاً به رودخانه بازفت می‌ریزد.

### تنگ هونی
تنگ هونی در موقعیت غرب رودخانه بازفت در ارتفاع ۱۶۸۰ متری از سطح دریا آغاز می‌شود و در بالادست تا ارتفاع ۲۲۰۰ متری از سطح دریا ادامه می‌یابد تا به قله تاراز منتهی می‌گردد. در کف تنگه، رودخانه کوچکی که از ارتفاعات مجاور سرچشمه می‌گیرد جریان دارد که به رودخانه بازفت می‌ریزد. تنگه پوشیده از جنگل‌های تنک نارون است.
در جنگل‌های زاگرس به دلیل شرایط رویشگاهی تقریباً یکسان و موقعیت خاص اقلیمی، بعضی از درختان و درختچه‌ها مانند بلوط ایرانی، بنه، کیکم، محلب، داغداغان، چنار، زالزالک، ون و … با تفاوت‌های نسبتاً ناچیز در تمام گستره زاگرس با ترکیب‌های متفاوت استقرار یافته‌اند.

### زردکوه
زردکوه (مرتفع‌ترین قله ۴۲۲۵ متر)، دومین قله مرتفع زاگرس است. گردنه زردکوه، بازفت را از چلگرد جدا می‌کند.

### رودخانه بازفت
رودخانه بازفت یکی از اصلی‌ترین سرشاخه‌های رود کارون به‌شمار می‌رود. این رودخانه از دامنه کوه‌های منار، گله سگا، تورک و زردکوه در ۱۲۰ کیلومتری شمال غربی شهرکرد سرچشمه می‌گیرد و سپس به سمت جنوب شرقی روان می‌شود. با ۹۵ کیلومتر طول، مسیر طولانی این رودخانه در مجاورت بکرترین محدوده‌های جنگلی قرار دارد که با مناظر طبیعی دیدنی، از گردشگاه‌های استان چهارمحال و بختیاری محسوب می‌شود.

### قلعه دهناشی
قلعه دهناشی، تنها قلعه بجای مانده در شهرستان کوهرنگ است که یادگار معماری کوه‌نشینان بختیاری محسوب می‌شود. این بنای تاریخی در روستای دهناش به تاریخ ۱۳۳۴هجری قمری ساخته شده است.
در بالای درب ورودی هشتی، کتیبه‌ای به شکل مستطیل قراردارد که در طرفین آن نقش گل حجاری گردیده و در وسط چهار سطر و بازوهای برجسته بین سطور آنها را از هم جدا می‌کند. سقف هشتی با سنگ‌تراش طاق زده شده و از طرفین به حیاط اصلی راه دارد. ایوانی به صورت راهرو در وسط قراردارد که درب اتاقها از سه طرف به ایوان باز می‌شود. اتاقها ساده، دارای طاقچه‌های قوسی و بخاری دیواری ساده هستند. سه طرف حیاط قلعه را واحدهای غیرمسکونی نظیر طویله‌ها، اصطبل‌ها و انبارها احاطه نموده و طرف دیگر آن اتاق‌های مسکونی قراردارند. این بنا متعلق به مشهدی محمد ظاهری از تیره عبده وند موری بود و هم‌اکنون توسط بازماندگان وی نگهداری می‌شود.

### پل خدا آفرین
پل خدا آفرین، پلی است که روی رودخانه بازفت قرار دارد و احتمال می‌رود که در اثر وقوع زمین لرزه ایجاد شده باشد. این پل در طول هزاران سال یکی از مسیرهای کوچ عشایر بختیاری بوده است و از این رو دارای اهمیت بالایی است.
در کنار این پل و در محل‌هایی که به سختی می‌توان عبور کرد، پلکانی در سنگ تراشیده شده است تا عبور و مرور تسهیل شود. گرچه تاریخ ساخت این پلکان سنگی مشخص نیست ولی در کنار این پلکان کتیبه‌ای نیز وجود دارد. مسیر دسترسی به پل خدا آفرین و پلکان باستانی که دزپارت نامیده می‌شود، بسیار سخت و نیازمند آمادگی جسمانی بالایی می‌باشد.

### ابشارهای دم تنگ در توِه‌رِک بالا (علیا)
در کنار ابشارهای متنوع دیگر که در بازفت وجود دارد چندین آبشار در توِه‌رِک بالا (دم تنگ) وجود دارد و از زیبایی خیره کننده ای برخوردار است آنچه این ابشارها را زیبا می‌کند این است که آبشار اول را تقریباً به راحتی و پس از چندصد متر پیاده‌روی مشاهده می‌کنید اما ابشارهای بعدی را باید کوه پیمایی کنید تا به زیبایی ان خیره شوید. در فصل بهار و تابستان بسیاری از داروهای کوهی را می‌توانید در مسیر جمع آوری کنید و این موضوع خود یک جذابیت خاص دارد … در مسیر این ابشارها حوضچه‌های بسیاری هست که علاقه مندان به شنا می‌توانند استفاده کنند.